# Henric Falkman (1701–1767)
Henric Falkman, född 30 januari 1701 i Malmö, död där 24 maj 1767, var en svensk borgmästare och riksdagsman. Han var far till Henric Falkman (1734–1809) och morfar till Henric Schartau.
Henric Falkman var son till tull- och stadskontrollören Jacob Falkman. Han blev student vid Lunds universitet 1715 och arbetade därefter som kanslist i guvernementskansliet i Malmö och hos generalauditören Melchior Friedenreich. År 1722 blev han stadsnotarie i Malmö och fungerade även under två år som auditör för Adlerfelts regemente. År 1731 blev Falkman stadssekreterare i Malmö och 1734 aktuarie i rådstugan. Han var vice preses i kämnärsrätten i Malmö 1735-1753. Han var Malmös representant vid riksdagen 1740–1741. År 1744 utsågs Falkman till kapten vid borgerskapets infanteri i Malmö och befordrades 1754 till major. Han blev 1761 justitieborgmästare i Malmö.